# Zhanqian
För andra betydelser, se Zhanqian (olika betydelser).
Zhanqian är ett stadsdistrikt och säte för stadsfullmäktige i Yingkou i Liaoning-provinsen i nordöstra Kina.
1. ↑  http://www.geohive.com/cntry/cn-21.aspx